# NNNひろしまTODAY
『NNNひろしまTODAY』（エヌエヌエヌひろしまトゥデイ）は、1987年10月6日から1988年4月2日まで広島テレビで放送された夕方のニュース番組である。
日本テレビの『NNNライブオンネットワーク』がリニューアルした際、それまで広島テレビで放送されていた『ひろしまTODAY60』と統合して内包する形でスタートした。18:00から18:16まで『NNNライブオンネットワーク』をネットした後、18:16から19:00まで広島県のローカルニュースを伝えるいう形で行われていた。
しかし、テレビ新広島で放送されていた『tssスーパータイム FNN』が好調であったことが影響して視聴率は思うように伸びることが無かったため、番組は1988年3月に終了。後番組に『NNNニュースプラス1ひろしま』を放送することになった。

## 放送時間・放送期間
- 平日 18:00 - 18:55 （1987年10月2日 - 1988年4月2日）

## 出演者

### キャスター
- 加藤進（当時広島テレビアナウンサー）
- 山口美那子（当時広島テレビアナウンサー）

### お天気情報担当
- 森好香